# 盧博米爾·胡薩爾
盧博米爾·胡薩爾（烏克蘭語：Любомир Гузар、英語：Lubomyr Husar：1933年2月26日—2017年5月31日），是烏克蘭籍天主教司鐸級樞機。也是烏克蘭希臘禮天主教會基輔-加利奇榮休大總主教。

## 生平
胡薩爾生於1933年2月26日，波蘭第二共和國統治的利維夫。於1944年，他在第二次世界大戰期間隨父母逃離利維夫。他們簡單地居在奧地利薩爾茨堡，然後在1949年移居美國。從1950年到1954年，他在康涅狄格州斯坦福就讀於聖巴西流學院神學院。並就讀福坦莫大學和美國天主教大學。
他於1958年3月30日，在烏克蘭希臘禮斯坦福教區晉鐸。從1958年到1969年，他任教於聖巴西流學院神學院。1969年，他在羅馬宗座傳信大學度過三年就讀神學博士學位。
1977年4月2日晉牧，並被時任教宗若望·保祿二世任命為烏克蘭希臘禮天主教基輔-伏什格萊德大總主教代牧區主教。2001年1月，經過烏克蘭希臘禮天主教會主教教會選擇後，當選成為利沃夫大總主教。並且，被教宗任為烏克蘭希臘禮利沃夫大總教區大總主教。2001年2月21日被任為司鐸級樞機。
2004年12月28日，胡薩爾大總主教遷至烏克蘭首都基輔，烏克蘭希臘禮基輔-加利奇總教區晉升為大總教區，他並兼任烏克蘭希臘禮基輔總教區總主教。直到2011年2月10日榮休，及由斯維亞托斯拉夫·舍夫丘克當選接替為新任基輔-加利奇大總教區正權大總主教。